# Mimela leei
Mimela leei är en skalbaggsart som beskrevs av Nils Samuel Swederus 1787. Mimela leei ingår i släktet Mimela och familjen Rutelidae. Inga underarter finns listade i Catalogue of Life.